# المنداري
المنداري هي أحد الشعوب الأصلية الموجودة في جنوب السودان يعيش كل أفرادها على رعي الماشية يعتمد أفراد المنداري بالكامل على رعي قطعان ماشية أنكولي واتوسي الثمينة، والتي هي فصيلة أبقار تشتهر بقرونها الضخمة، وتُعرف باسم «مواشي الملوك».

## معرض الصور

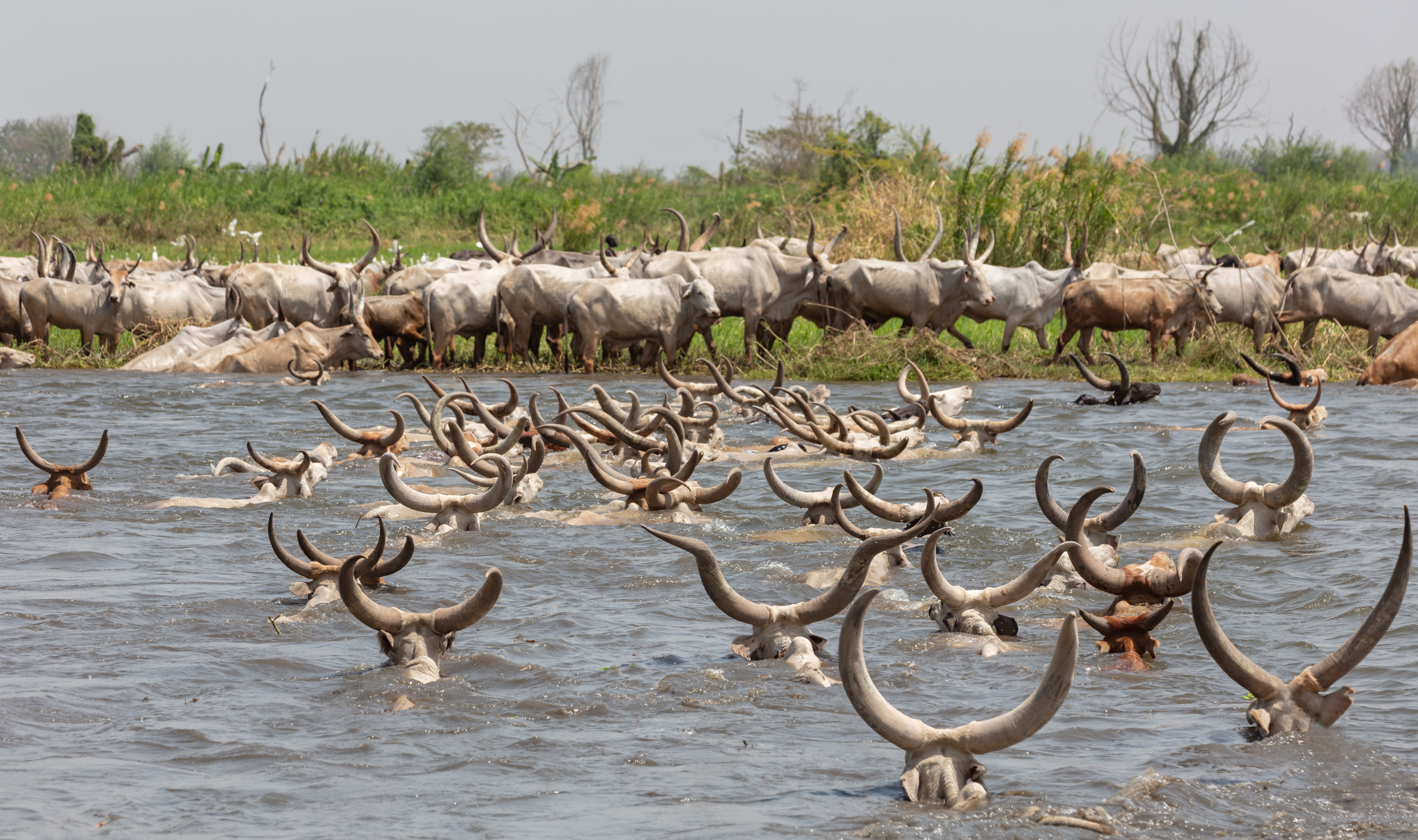
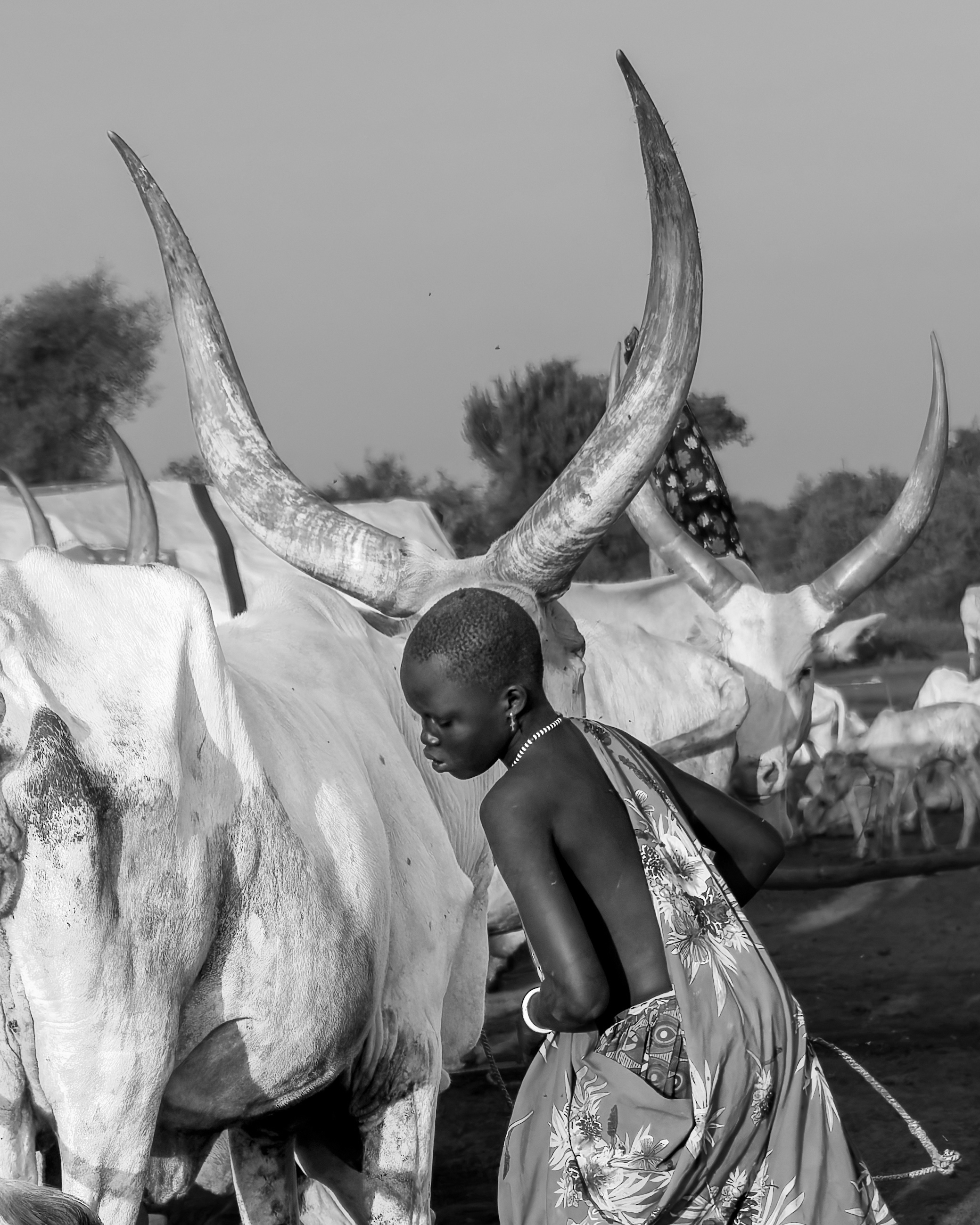
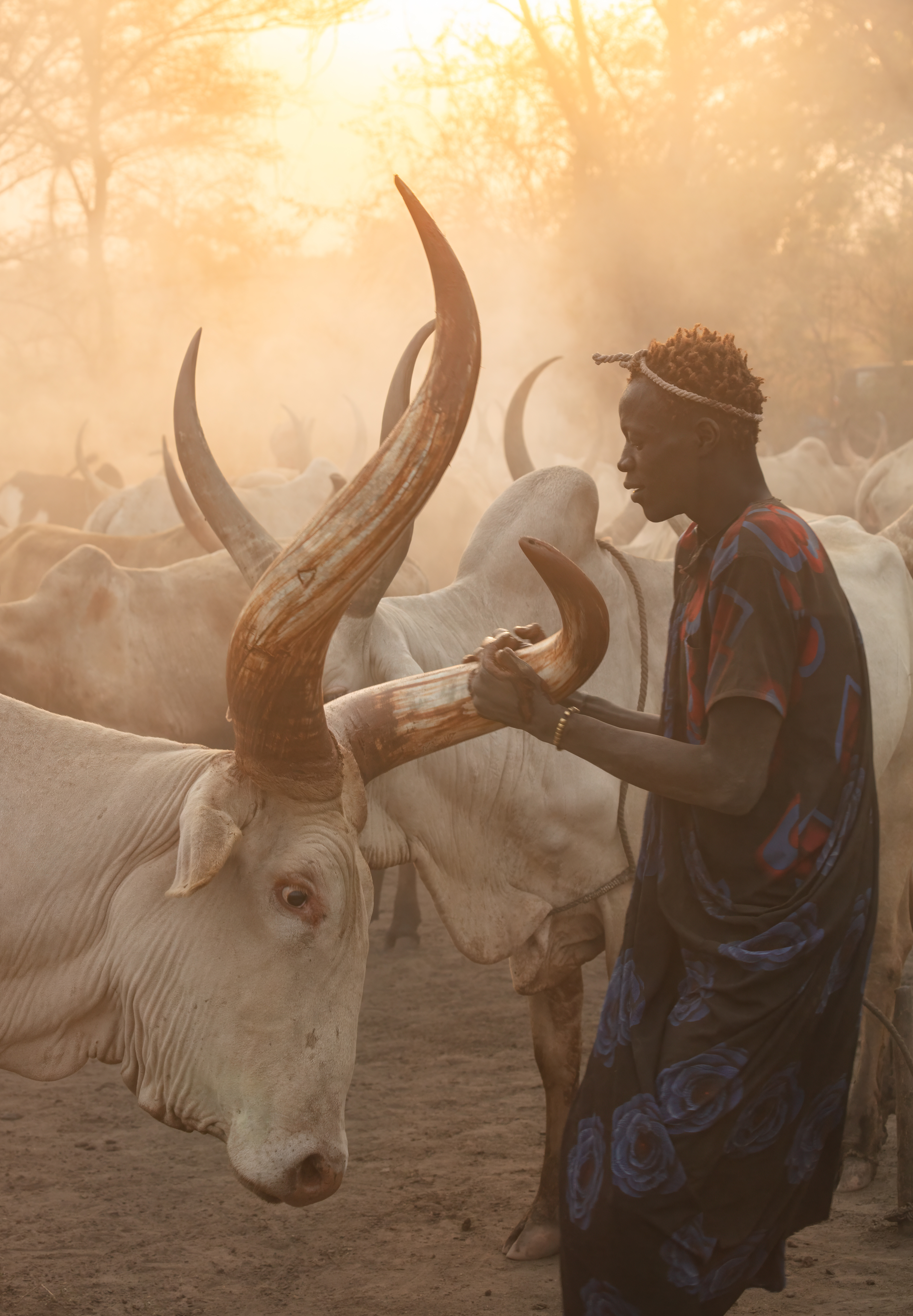
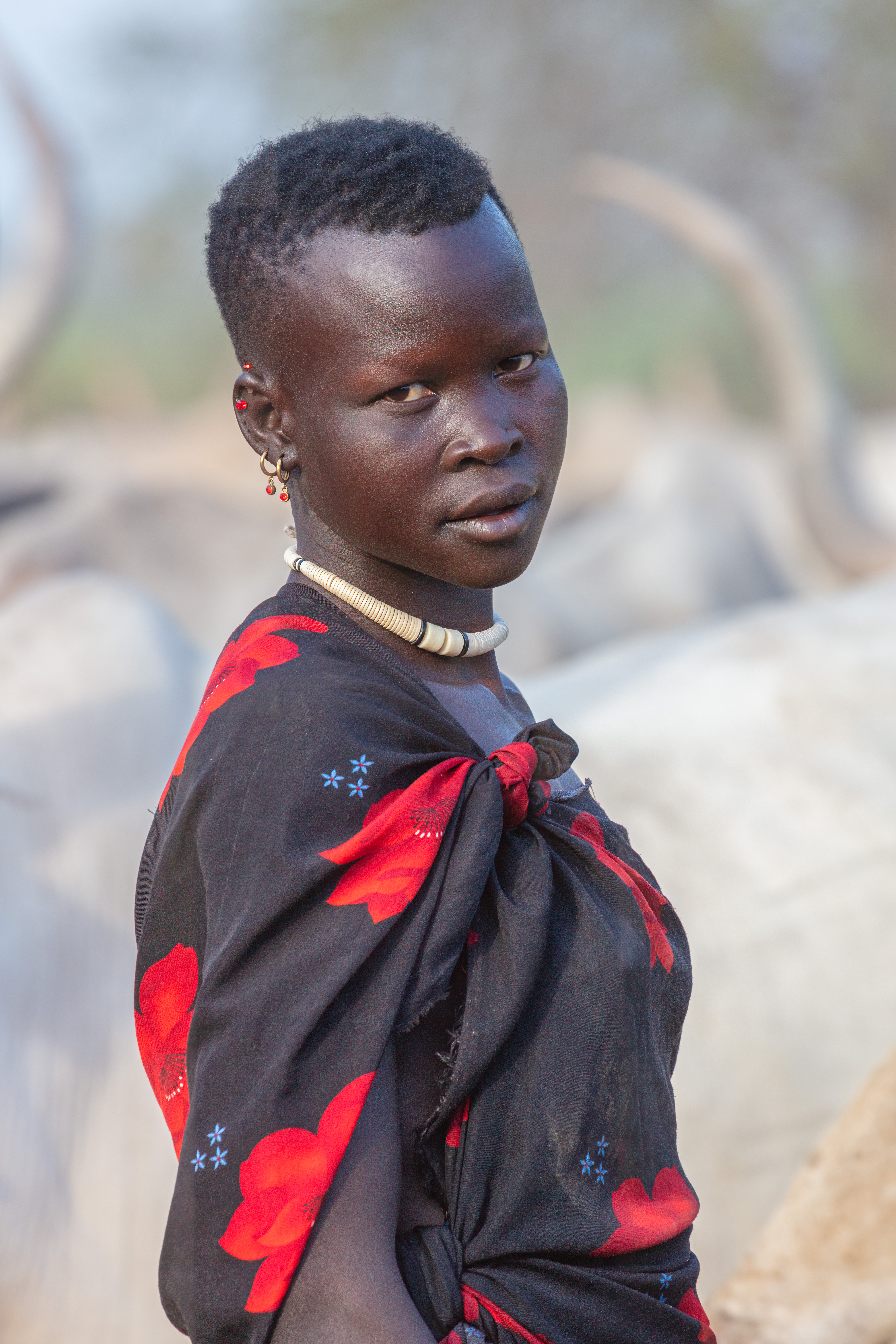
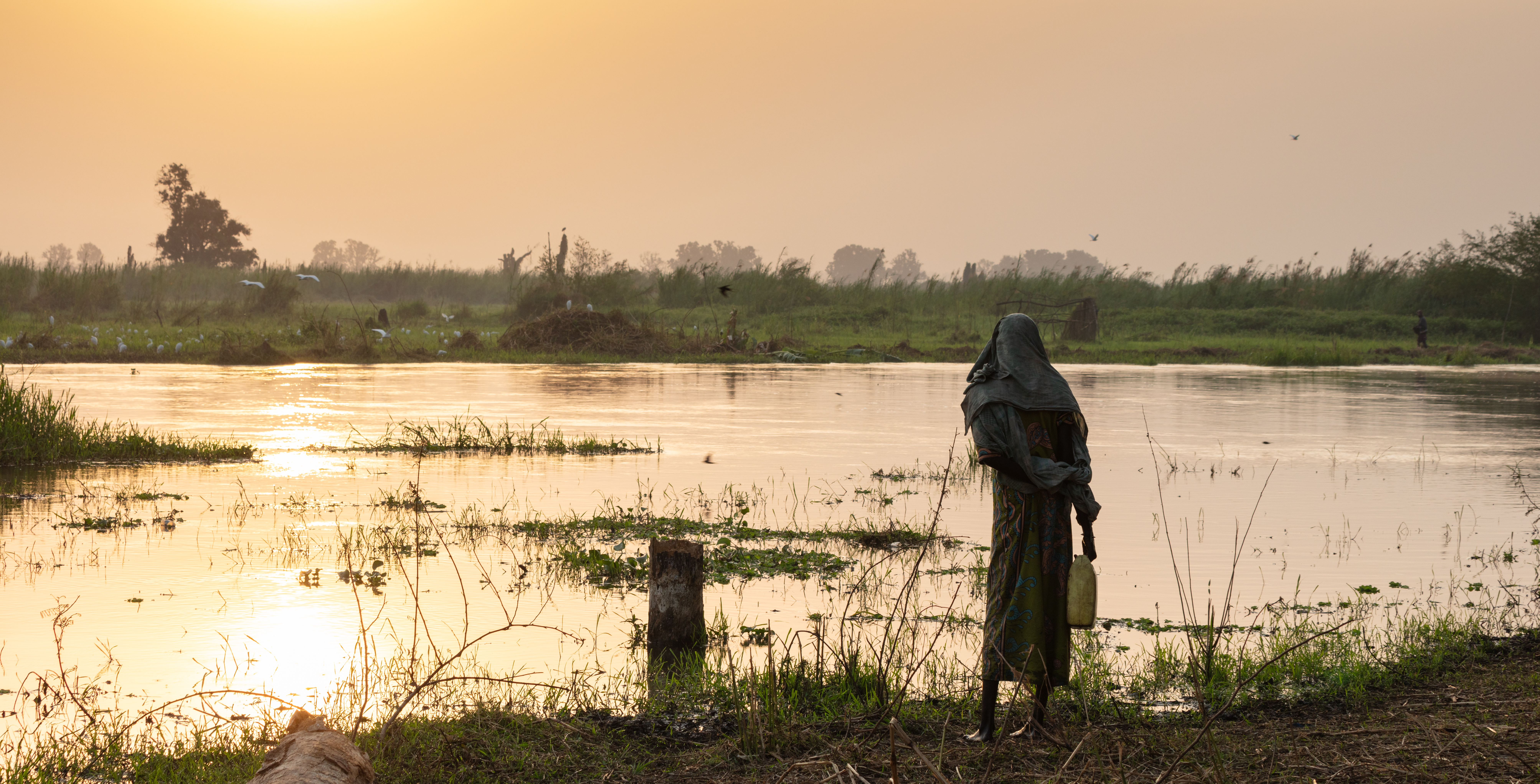
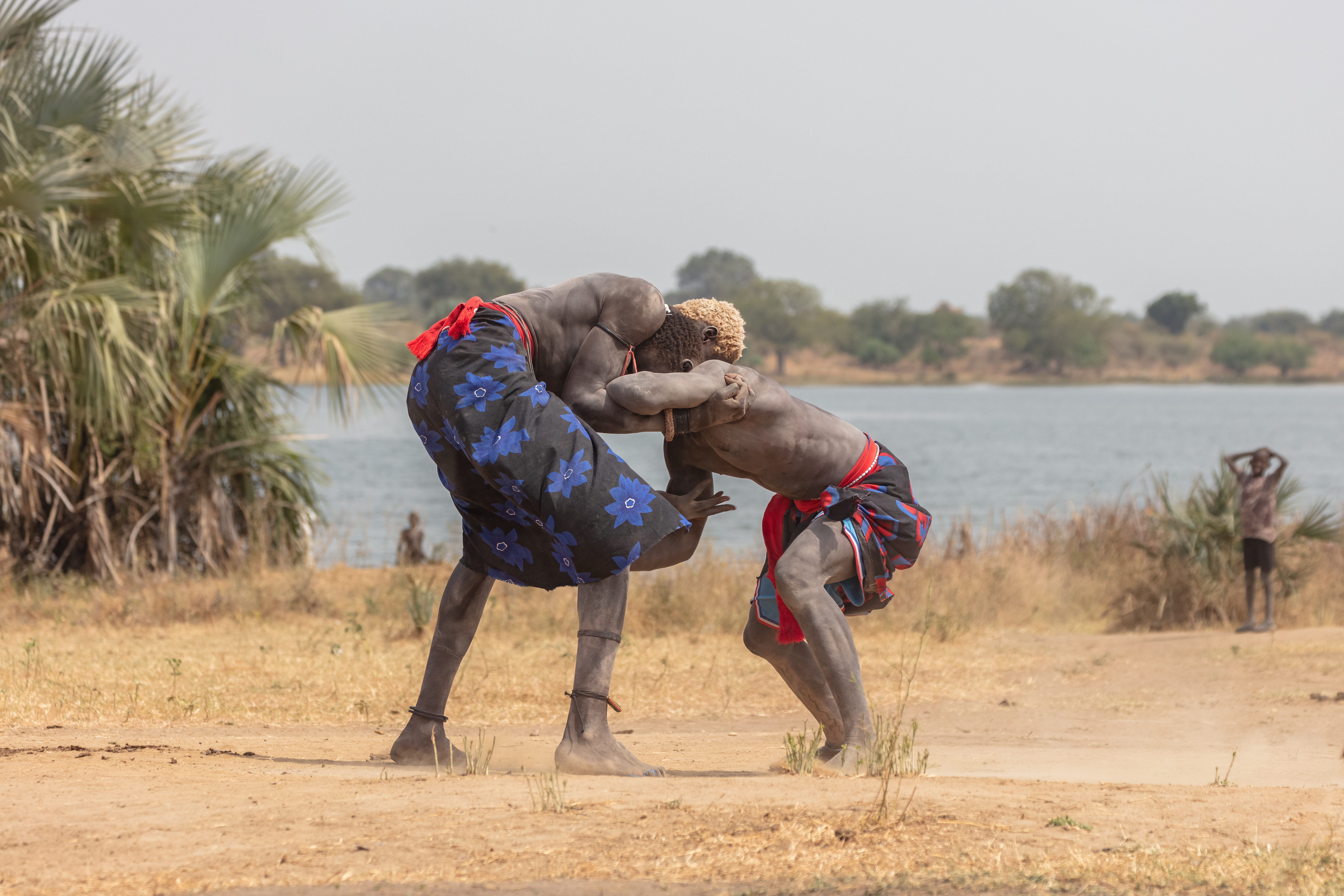
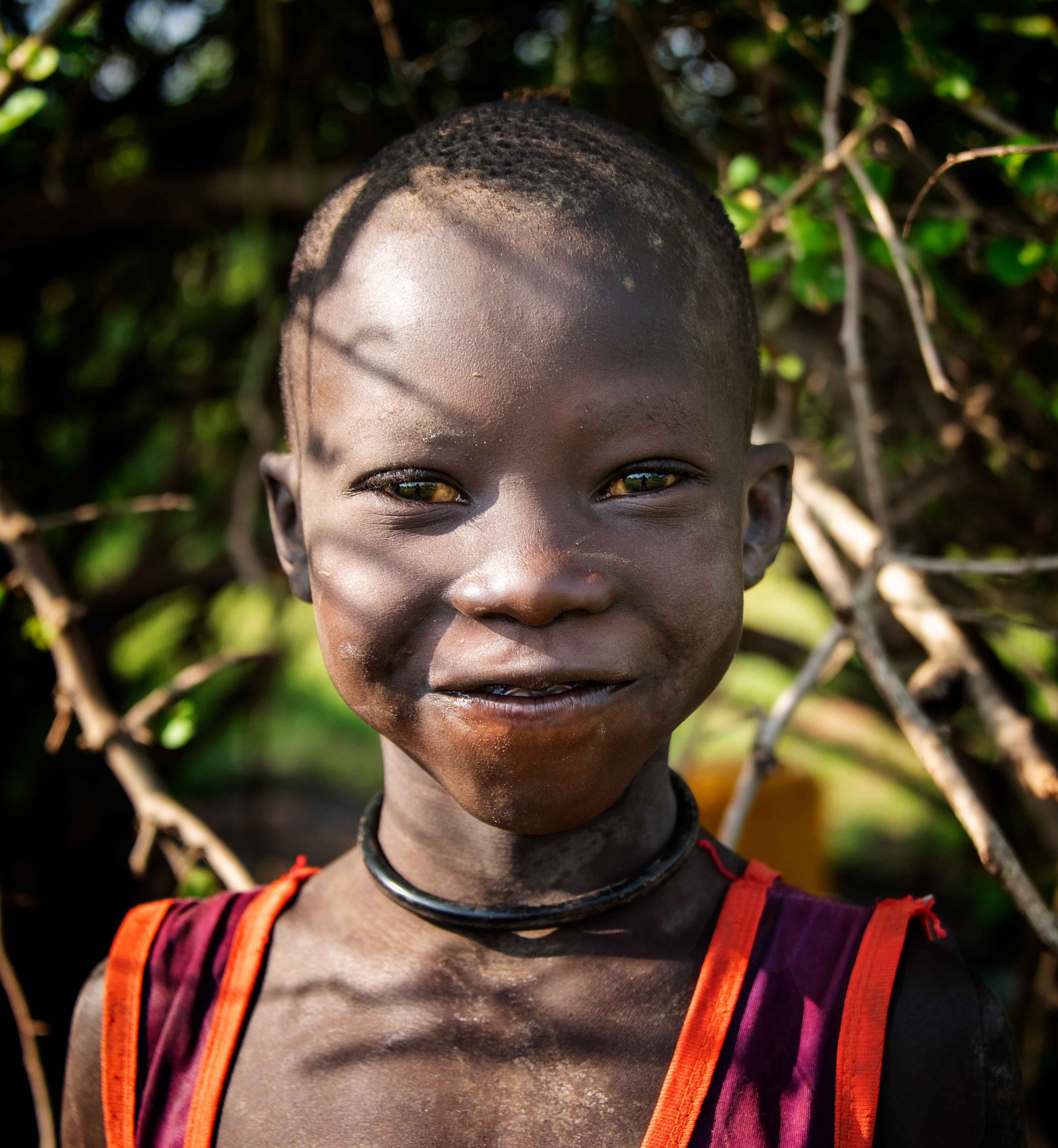
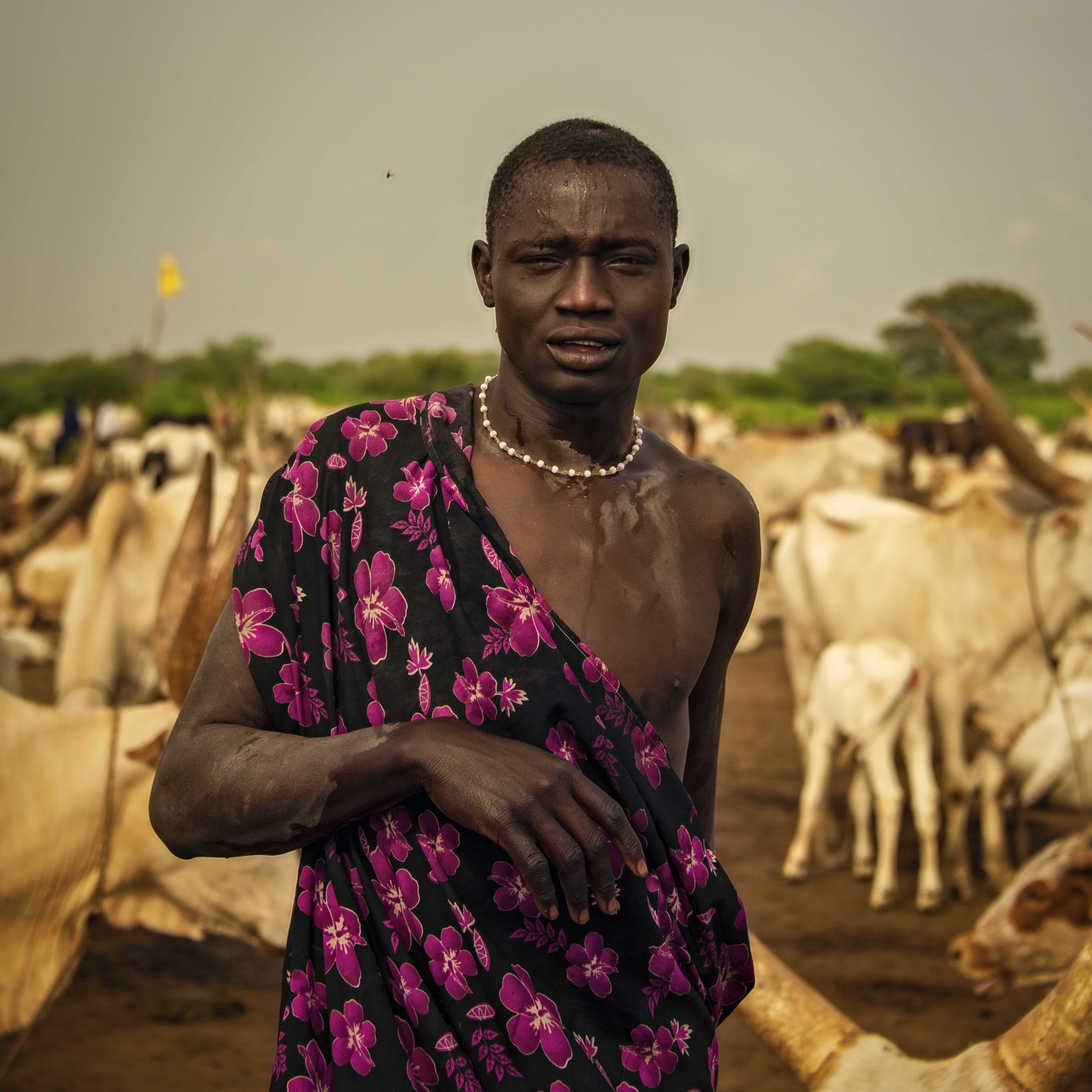
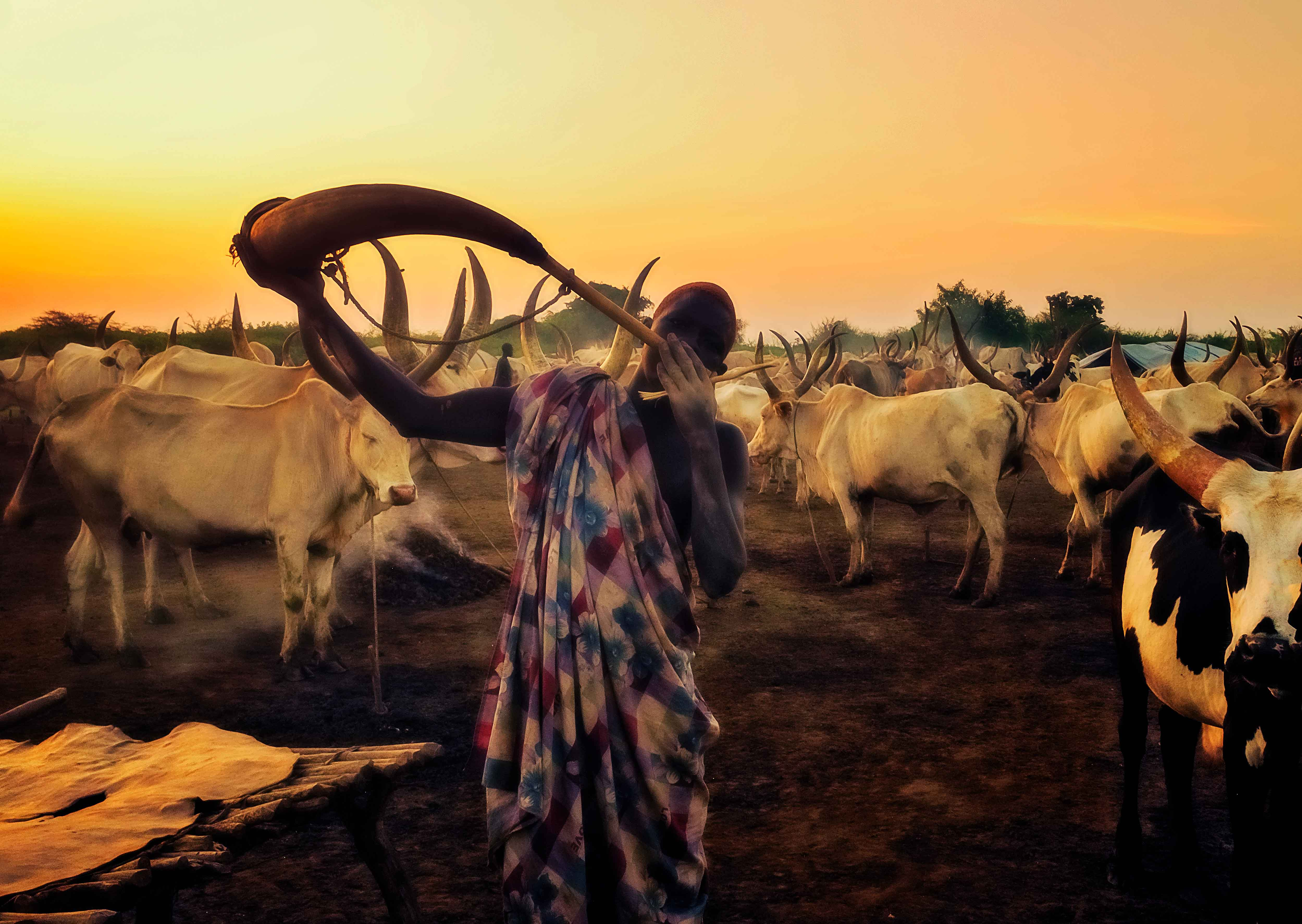
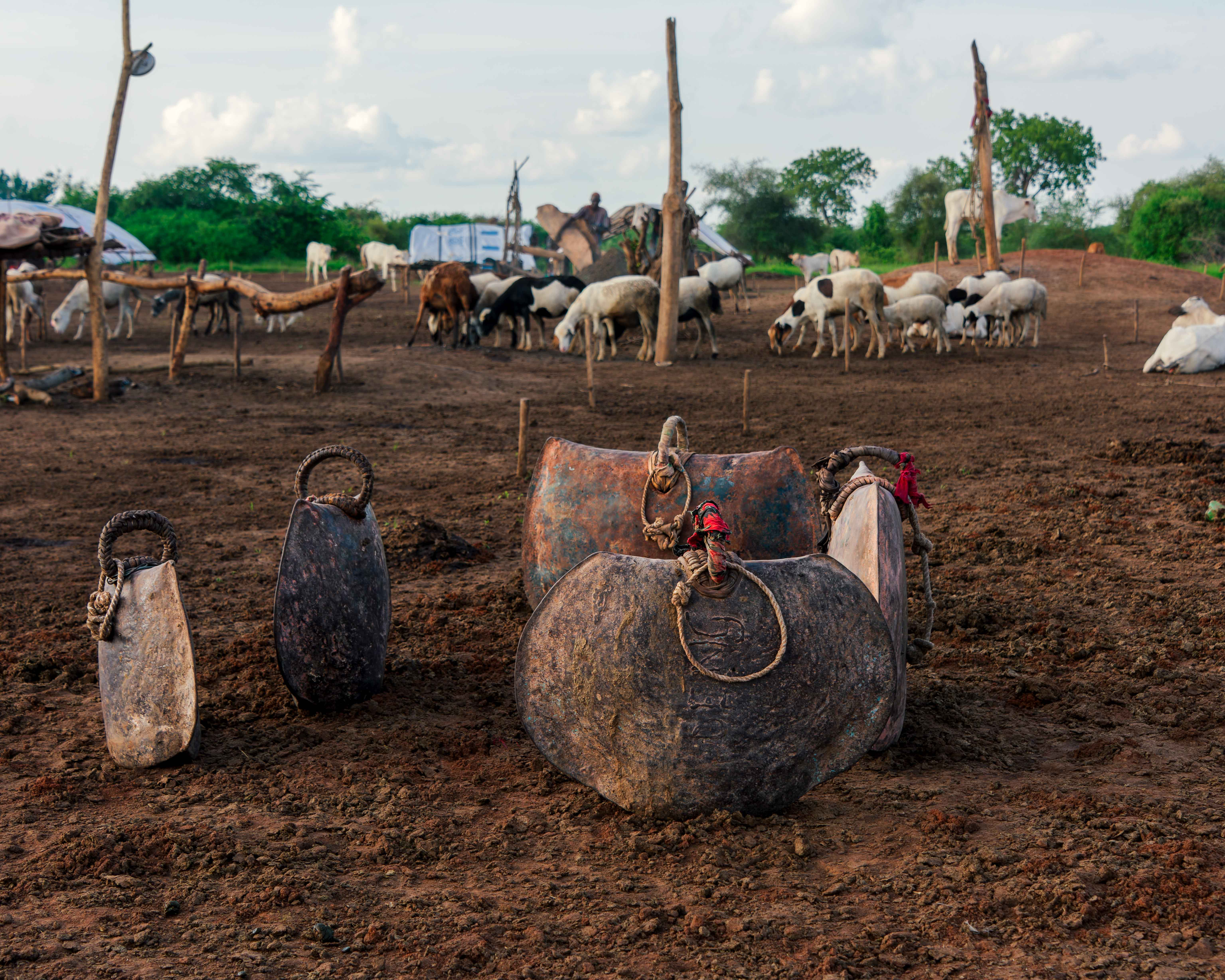
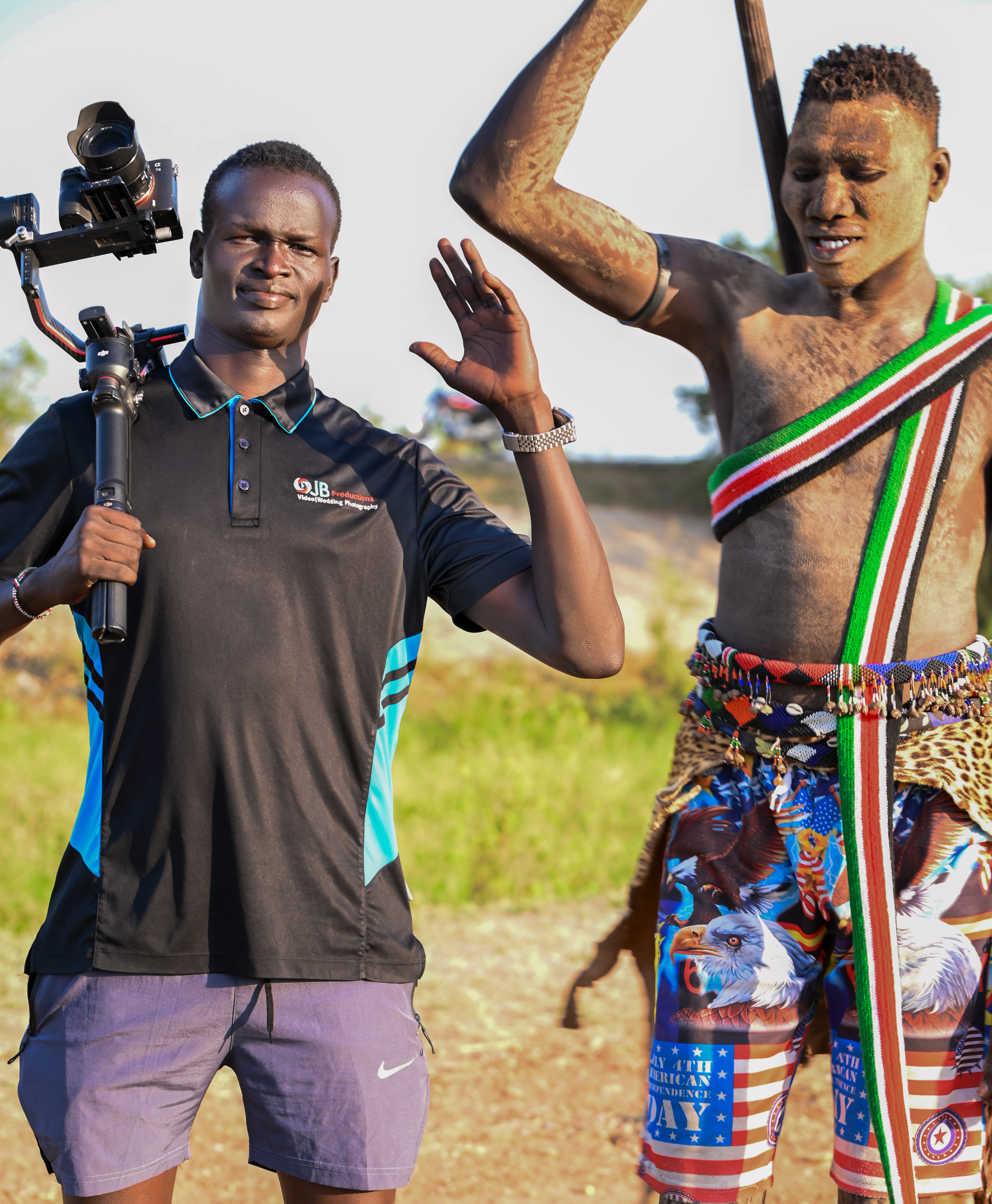
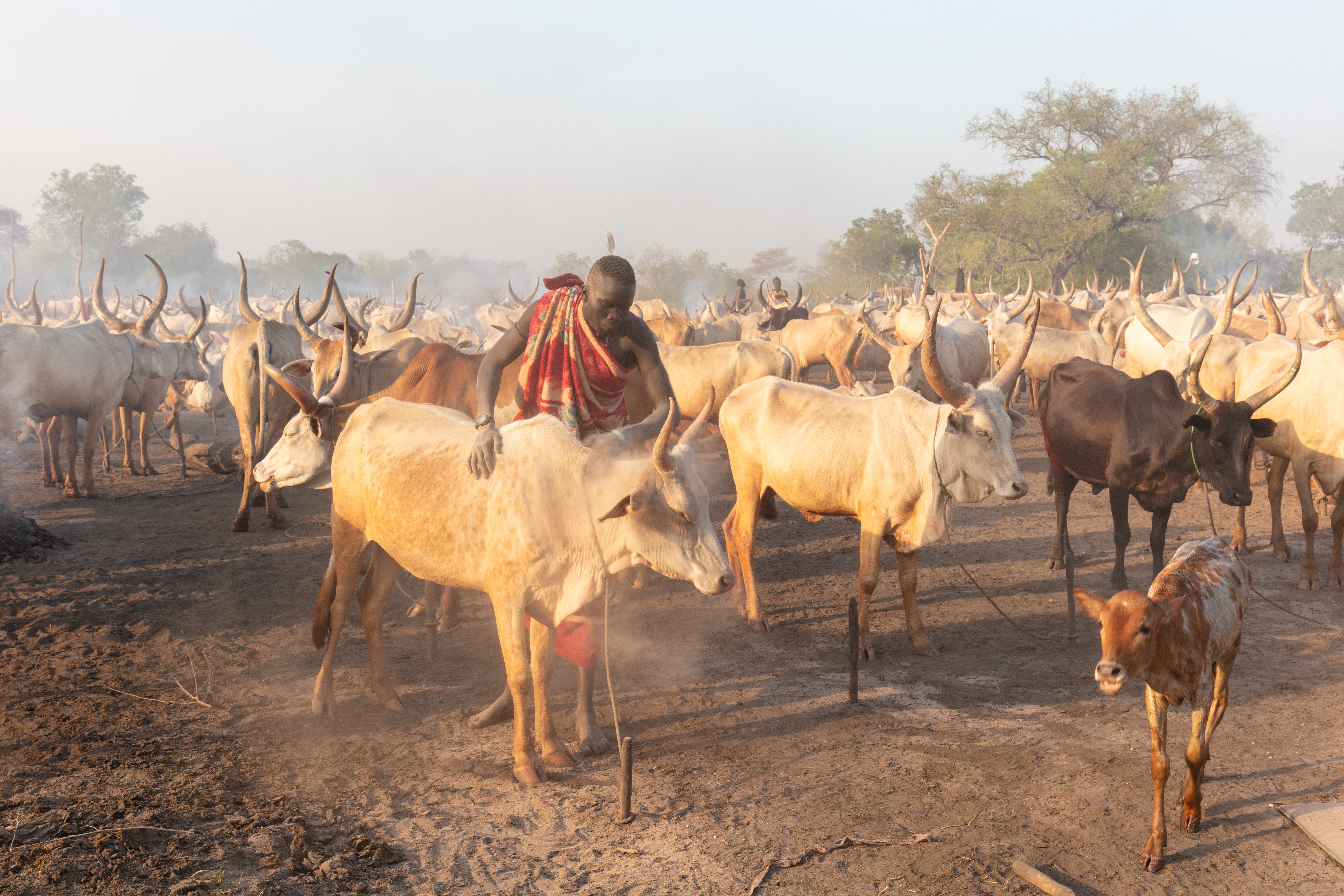